# Halichoanolaimus longicauda
Halichoanolaimus longicauda är en rundmaskart som beskrevs av Ditevsen 1918. Halichoanolaimus longicauda ingår i släktet Halichoanolaimus och familjen Choniolaimidae. Inga underarter finns listade i Catalogue of Life.